# Lècit (ciutat)
|  | Per a altres significats, vegeu «Lècit». |

Lècit (en grec antic Λἠκυθος, en llatí Lecythus) era una ciutat a la península de Sitònia (Sithonia) a la Calcídia, no lluny de Torone, amb un temple d'Atena.
Brasides va atacar la ciutat, la va prendre a l'assalt, i la va destruir totalment excepte el temple i els edificis que hi estaven relacionats, diu Tucídides.